# Hanasal
HANASAL（ハナサル、2008年-）はCHABA（2008年解散）のメンバーだった比嘉大祐と鹿嶋静により結成された、日本の音楽ユニット、音楽プロデューサーユニット。

## 略歴
2004年8月、バンド・CHABAとしてキューンミュージックからメジャー・デビュー。シングル4枚・アルバム2枚をリリース。2008年に解散。その後、メンバーだった比嘉と鹿嶋がサウンドワークチーム・HANASALを結成。
プロデュース楽曲は、主に鹿嶋が作詞と弦アレンジ、比嘉が作曲とベーシックアレンジを担当するが、クレジットは作詞、作曲、編曲ともHanasalで統一している。曲ごとに異なった音楽性や趣向を持ち、弦・金管、コーラスアレンジを得意としており、シンプルでドラマチックなアレンジが特徴。
ワーナーミュージック・ジャパンからメジャー・デビューした山根万理奈の、デビュー曲「ジャンヌダルク」から「STAR e.p]」、「スタートライン」までの計3曲のシングル曲を提供している。2ndシングル「STAR e.p.」はTBS系列『はなまるマーケット』2011年10月～12月EDテーマ。現在制作中のアルバムに収録される「恋の花 feat.FLIP-FLAP」と「ハレルヤ変奏曲 feat.ジョニー大蔵大臣（from 水中、それは苦しい）」がエフエム沖縄「U COOL LAB」OPテーマ曲に抜擢されている。
「恋の花」は共同作業者・レコーディング&ミキシング・エンジニアである杉本哲哉との共同プロデュース作品。2013年、鹿嶋静が脱退。新たな体制となるもレコーディングは続行しアルバムが完成。結成6周年目の2014年4月30日にファーストアルバム「TELEMARK」を発表した。

## メンバー

### 現メンバー
- 比嘉大祐（ひが だいすけ、1975年5月6日 [3]- ）大阪芸術大学芸術学部芸術計画学科卒業

作曲、 作詞、三線、ギター、プログラミング。沖縄県那覇市出身。血液型:O。

### 元メンバー
- 鹿嶋静（かしま しずか、1979年2月25日 [3]- ）大阪芸術大学芸術学部演奏学科中退

作詞、作曲、ボーカル、ヴァイオリン、ヴィオラ、 弦編曲。宮城県東松島市出身。血液型:O。2008年 - 2013年在籍。

## エピソード
当初、ユニット名はHanabuSalvador(ハナブサルバドール)であった（由来は、互い好きなアーティストや漫画の主人公の名前を合体させ名付けた）が、言い難い・名前が長く覚えづらいと不評だった。鹿嶋曰く『名前を言って一度で覚えてもらえる事はまずなかった』為、愛称で呼ばれていたHANASALに改名。そのまま正式ユニット名となった。
Macユーザーであり、ProToolsを愛用している。
比嘉はライブに滅多に出演しない。渋谷WWWで行なわれた山根万理奈のライブ「山音まーvs山根万理奈」で3年ぶりにステージに立ったが、それ以降ライブには出演していない。
東日本大震災で東松島市の鹿嶋の実家は被災したが、幸い家族は無事であった。その1月後、鹿嶋は被災地で震災被災者の支援活動を行なっていた坂本サトルに直接連絡を入れ、坂本の慰問ライヴに同行している。

## 提供作品

### 作詞・作曲・編曲
- 山根万理奈「ジャンヌダルク」「STAR e.p.」「スタートライン」「空な色」「メリーゴーラウンド」「逢いにゆくよ」「あなたが好きで」「生きてゆくこと」

### 作詞・作曲
- 山根万理奈「くすりゆび」

## ディスコグラフィ

### シングル
|     | 発売日        | タイトル                                       | 発売元                | 収録アルバム     | 追記 |
| --- | ------------- | ---------------------------------------------- | --------------------- | ---------------- | --- |
| 1st | 2014年2月5日  | 恋の花 feat.FLIP-FLAP(single edit version)     | FLOWER MONKEY RECORDS | 配信限定シングル | FM沖縄『U COOL LAB』 18:00台 オープニングテーマ曲 琉球朝日放送『お天気Qごろ〜』                                                     |
| 2nd | 2014年2月5日  | 月ぬ美しゃ feat.平安隆(single edit ver)        | FLOWER MONKEY RECORDS | 配信限定シングル | 喜納昌吉&チャンプルーズの元メンバー、平安隆とのコラボ。シングル版では曲中で歌詞を日本語で語る演出が施されている。                   |
| 3rd | 2014年3月5日  | きみのうた                                     | FLOWER MONKEY RECORDS | TELEMARK         | 伊藤健太（ex.ゲントウキ ）、石垣隆太（ストライクカンパニー）、横田林三（水中、それは苦しい）等が参加。                              |
| 4th | 2014年4月2日  | 春の風はあいのうた feat.山根万理奈(single mix) | FLOWER MONKEY RECORDS | 配信限定シングル | FM沖縄・2014年4月度MONTHLY PLAY楽曲 TOKYO FM・2014年4,5,6月ブランニューソング FMよみたん・2014年6月ウィークリープッシュアルバム楽曲 |
| 5th | 2014年5月7日  | しあわせ feat.寺前未来(single Remastered)      | FLOWER MONKEY RECORDS | 配信限定シングル | CHABA時代のプロデューサー河村博司がベースで参加。                                                                                   |
| 6th | 2014年5月14日 | 涙の地球 feat.宮良牧子                         | FLOWER MONKEY RECORDS | TELEMARK         | エフエム岩手・2014年5月度REPUTATION CUT'S楽曲 アルバム『TELEMARK』リードトラック                                                    |

### オリジナル・アルバム
|     | アルバム | 発売日        | 発売元                | 収録楽曲 |
| --- | -------- | ------------- | --------------------- | --- |
| 1st | TELEMARK | 2014年4月30日 | FLOWER MONKEY RECORDS | 1. Intro Time 2:22 2. 涙の地球 feat.宮良牧子 Time 4:54 ※アルバムリードトラック （エフエム岩手 5月度 Reputation Cut's） 3. ひこうき雲 feat.浜崎貴司 Time 4:35 4. 春の風はあいのうた feat.山根万理奈 Time 4:43 (FM沖縄 4月度 MONTHLY PLAY) 5. ハレルヤ変奏曲 feat.ジョニー大蔵大臣（from水中、それは苦しい） Time 4:58 (FM沖縄『U COOL LAB』19:00台 オープニングテーマ曲) 6. 素晴らしき哉キミの道 Time 5:35 7. 恋の花 feat.FLIP-FLAP（Album Version）/ koi no hana~ stratosphere Time 6:45 8. しあわせ feat.寺前未来 Time 5:16 9. 月ぬ美しゃ feat.平安隆（Album Version） Time 5:45 10. きみのうた Time 4:32 11. Outro Time 2:19 12. みんなのおうた Time 2:54 |

## 参加作品

### 比嘉大祐
- 2001年　SOUL FLOWER UNION「世紀のセレナーデ」　アルバム『スクリューボール・コメディ 』より
- 2002年　MCU feat.浜崎貴司「僕はぬけがらだけおいてきたよ」　シングル『幸せであるように』より
- 2004年　ゆう(中島優美)「終末」　アルバム『てんのみかく』より
- 2005年
  - 嘉門達夫「30なかば」　アルバム『残念なお知らせ 〜世の独身女性に捧ぐ〜』より
  - MCU
    - 「スピード」　BUCK-TICKトリビュート・アルバム『PARADE〜RESPECTIVE TRACKS OF BUCK-TICK〜』より
    - 「影踏み」　アルバム『A Peacetime MCU』より
- 2006年　KREVA「island life」　DVD「神輿ロッカーズ　presents island live in Okinawa 2005」より
- 2007年
  - 小林旭「アキラの人生学校 PART1」　アルバム『KEEP ON RISING, CHANGE THE STREAM』より
  - スリービーライン「愛の花」、「Are You Happy?」、「君の手」　アルバム『Peaceful World』より編曲/レコーディング/プログラミング（高嶺チカシと共同プロデュース）
- 2008年　やなわらばー「島人の宝」　アルバム『凪歌（ナギウタ）』より
- 2009年　やうこ「アジアの花V2」　シングル『アジアの花V2』より
- 2014年　山根万理奈「大阪の女に生まれたかった」　アルバム『歌ってhappy!』

### 鹿嶋静
ヴァイオリン
- 1999年　NN-891102「NN-891102」　 映画『NN891102』（柴田剛監督）
- 1999年　ソウル・フラワー・ユニオン「ラリラリ東京」　アルバム『幻の名盤解放箱』より
- 2003年　ソウル・フラワー・ユニオン「うたは自由をめざす!」　アルバム『シャローム・サラーム』より
- 2006年
  - RIDEonBABY「カントリー・シジョー」　アルバム『RonB』より
  - PUFFY 「アイランド」　アルバム『honeycreeper』より
- 2008年　やなわらばー「島人の宝」　アルバム『凪歌（ナギウタ）』より
- 2009年　終わりのクロニクル　サウンドトラックアルバム『GO　A　HEAD』(Tr,2,3,5,7,8)
- 2010年　やなわらばー「平和の歌」　アルバム『ゆくい歌』より
- 2012年　ヘンザン☆タカヒロ「FLY AWAY ～明日僕は旅に出ます～」　アルバム『春色バラッド』より

ヴァイオリン/ボーカル/コーラス
- 2005年　MCU「影踏み」　アルバム『A Peacetime MCU』より

## 主なライブサポート
- 2011年　山根万理奈 「RADIO DRAGON presents 山音まーvs山根万理奈」
- 2014年　山根万理奈 「歌ってhappy!リリースツアー」

### 鹿嶋静
- 2001年　DOBERMAN 「名阪ツアー」
- 2003年　EGO-WRAPPIN' 「Midnight Dejavu」
- 2011年
  - 坂本サトル
    - 「がんばれ東北! がんばれ日本! 東北関東大震災支援チャリティーコンサートwhat a wonderful world in Miyagi」
    - 「ARABAKI ROCK FEST.11」
- 2013年　寺前未来 寺前未来 presents「よろこびの食卓にて」オープニングアクトにソロで出演